# Miednica skośnie ścieśniona
Miednica skośnie ścieśniona (Naegelego) – typ miednic człowieka powstały w wyniku niedorozwoju lub jednostronnego braku skrzydła kości krzyżowej. Spowodowany wrodzonym brakiem jąder kostnienia, co prowadzi do zrostu kostnego po zmienionej stronie w obrębie stawu krzyżowo-biodrowego. Stały ucisk tułowia wywierany na jedną stronę oraz stany zapalne są przyczyną danego zrostu.
Możliwość urodzenia płodu drogami i siłami natury tylko w przypadku niedużego zwężenia. Przy dużym zwężeniu koniecznie jest wykonanie cięcia cesarskiego.

## Wygląd
- Talerz kości biodrowej po stronie chorej jest przesunięty ku górze, tyłowi i do wewnątrz.
- Spojenie łonowe przesunięte jest w stronę przeciwną.
- Panewka stawu biodrowego po stronie chorej znajduje się wyżej i bardziej bocznie.
- Nachylenie dolnego odcinka kręgosłupa lędźwiowego na chorą stronę.
- Zagłębienie krzyżowo-biodrowe po chorej stronie, węższe niż po stronie przeciwnej.